# Оюн, Евгений Дыртык-оолович
Евгений Дыртык-оолович Оюн  (род. 3 апреля 1958) — Народный хоомейжи Республики Тыва (2008).

## Биография
Родился 3 апреля 1958 года в селе Бай-Хаак Тандинского района. Окончив школу в 1976 году, начал работать в Доме культуры села Бай-Хаак в составе эстрадной группы дома культуры. В 1980 году поступил в Сельскохозяйственный техникум. В 1984 году был принят в фольклорную группу государственного ансамбля песни и танца «Саяны». После окончания стажировки в Ленинграде был отправлен в гастрольное турне по союзным республикам Средней Азии. С 2002 года по настоящее время работает преподавателем по классу хоомей в филиале Хову-Аксынской ДШИ в селе Ак-Тал, обучает юных талантов искусству хоомей.

## Творчество
В школьные годы активно принимал участие в культурно-массовых мероприятиях. Исполнял хоомей. Он — участник Республиканского конкурса «Хоомей-1981» в г. Кызыле, музыкант первого фольклорного ансамбля «Эртинелиг Тыва». Вместе с другими исполнителями участвовал в концертах ансамбля в течение двух лет. В составе нового проекта Геннадия Тумата «Ай-Херел» ездил на гастроли в Швецию, Норвегию, Монголию, Турцию. Евгений Оюн является многократным участником Международных симпозиумов «Хоомей — феномен культуры народов Центральной Азии», обладателем почетного звания Народный хоомейжи Республики Тыва. в 2011 году в честь его юбилея проводился Республиканский конкурс исполнителей каргыраа в селе Ак-Тал Чеди-Хольского кожууна.

## Награды и звания
- Народный хоомейжи Республики Тыва  (2008)[2]